# Xerodraba colobanthoides
Xerodraba colobanthoides är en korsblommig växtart som beskrevs av Carl Skottsberg. Xerodraba colobanthoides ingår i släktet Xerodraba och familjen korsblommiga växter. Inga underarter finns listade i Catalogue of Life.